# Narikurava

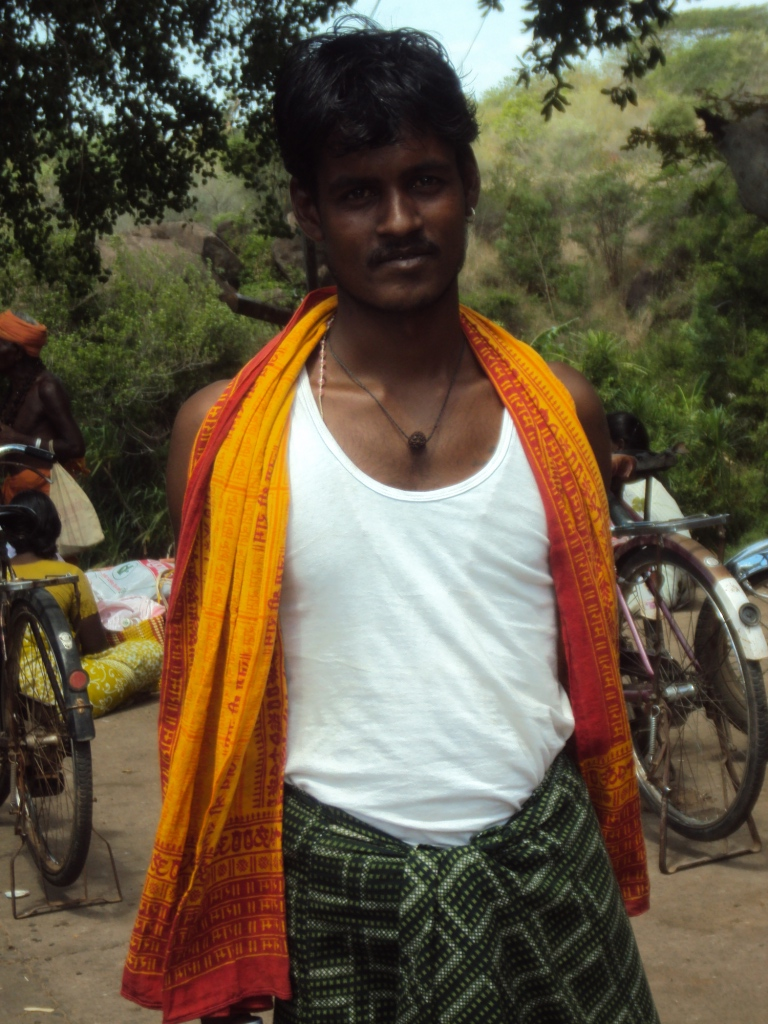
Jeune Pettai Narikorava, près du temple de Papanasam.

Les Narikurava ou Narikorava (tamoul : நரிகுரவா) ou Kuruvikkaran (Kurava) sont une communauté de Domba (« gitans indiens ») qui se trouvent dans les États du Tamil Nadu et du Kerala, en Inde.

## Présentation
À l'origine, les Narikurava sont des chasseurs. Après l'interdiction de l'accès aux forêts pourvoyeuses de gibier, ils doivent trouver d'autres solutions de survie[Quand ?], telles que la vente d'ornements de perles. Ils deviennent nomades, allant de marchés en marchés pour vendre leur production. Les enfants accompagnent les adultes et vont rarement à l'école. Apres School, une ONG indienne fondée à Pondichéry accueille et scolarise gratuitement des enfants Narikurava. Apres School est intégrée à l’ONG indienne Vudhavi Karangal en 2017.
Pendant la colonisation britannique, ils furent placés sous le régime du Criminal Tribes Act de 1871, la loi sur les « Tribus criminelles », et par conséquent stigmatisés pour longtemps. Même si, après l'indépendance, ils furent « dénotifiés » (denotified) de ce régime, en 1952, il reste encore aujourd'hui un certain caractère infamant.